# 스파르탄 X
《스파르탄 X》(일본어: スパルタンX, 영어: Kung-fu master)는 3D풍 스크롤 스테이지 및 고정화면 스테이지로 구성된 쿵푸 액션 게임이다. 1984년에 아케이드 게임용 횡스크롤 액션게임으로 발매되었으며 성룡이 주연을 맡았던 동명의 영화를 타이틀로 하고 있다. 또한 일본 국외판의 경우 쿵푸 마스터(Kung-fu master)라는 제목으로 출시되었다.

## 개요
주인공 토마스를 조작하여 좌, 우, 숙이기, 점프에 의한 이동(4방향 레버)과 펀치와 킥(2버튼)을 조합하여 적을 물리치며 전진하여 각 층의 보스를 무찌르고 실비아를 구하는 게 목적. 체력을 모두 잃거나 제한시간을 넘기면 미스처리되며 몫이 줄어든다. 5만점 이상을 얻은 경우 1몫을 받을 수 있다. 남은 몫이 없으면 게임오버가 된다.
스테이지는 모두 5층으로 구성되어있으며 홀수층은 왼쪽으로, 짝수층은 오른쪽으로 진행한다. 짝수층의 전반부는 수많은 함정이 놓여있으며 각 층의 마지막에는 보스가 기다리고 있다. 5층까지 클리어하면 실비아를 구하여 일단 엔딩을 볼 수 있다. 이 구성은 영화의 스토리완 전혀 다르며 굳이 따지면 작고한 이소룡 주연의 『사망유희』와 비슷하다.

## 적 캐릭터

### 전투원
- 잡는 사나이 : 최약체의 적 캐릭터. 하지만 잡힐 경우 죽을 때까지 체력을 흡수한다.
- 비도술사 : 칼을 던지는 적. 중보스 격의 전투원으로 토마스와 거리를 두곤 위아래로 칼을 던진다. 2번 공격해야 죽는다.
- 톰톰 : 2층 이후에 등장하는 작은 덩치의 전투원. 잡는 사나이처럼 체력을 흡수한다. 키가 작아서 하단공격만 통한다. 가끔 점프공격으로 토마스의 머리에 몸통박치기를 하는 경우가 있다.

### 함정
- 뱀 : 2층과 4층에서 등장. 2층에선 천장에서 내려오는 항아리 안에서 튀어나오며 토마스를 향해 기어온다. 4층에선 요술사가 던지는 공에서 나온다. 항아리 상태에서만 공격가능. (뱀은 격파불가능)
- 용 : 2층과 4층에서 등장. 2층에선 천장에서 내려오는 공에서 출현하며 불을 뿜는다. 4층에선 요술사가 던지는 공에서 나온다.
- 파열공 : 2층에서 등장하는 오렌지색 공. 천장에 걸린 상태에서 내려오며 시간이 지나면 폭발해서 3방향으로 파편을 날린다.
- 독나방 : 4층에서 등장. 벽에 구멍에서 출현. 요술사가 던지는 공에서도 출현한다.

### 각층 보스
- 봉술가 : 1층의 보스. 손에 든 봉으로 토마스를 때린다.
- 부메랑 투척자 : 부메랑을 던져 공격한다. 심지어는 보스를 쓰러뜨려도 부메랑의 공격판정이 여전히 남아있다.
- 괴력사나이 : 3층의 보스. 스킨헤드에 검은색의 거한. 펀치던 킥이던 맞으면 큰 대미지.
- 요술사 : 4층의 보스. 화염탄을 날리거나 분신을 쓰고 사라지거나 하는 요술사. 약점은 몸통 뿐이다.
- Mr.X : 5층의 보스로 두목. 지르기나 차기뿐만 아니라 토마스의 공격을 막기도 한다.

## 이식판

### 패미콤
1985년 6월 21일에 닌텐도가 패미콤 소프트로 이식, 발매하였다. 아케이드판에 있었던 토마스가 싸우러 가기 전에 Mr.X의 도전장을 보는 장면은 잘렸다. 5층을 클리어해도 다시 1층으로 돌아와서 약간 난이도가 높아진 상황에서 계속 다시한다. 하지만 이 심플함이 당시 패미콤을 쓰던 소년들에게 먹혀들어 일대 붐을 일으켰다.
판권이 끝난 후에도 『KUNG-FU』라고 타이틀만 바꾸고 다시 발매했다.

### 아이렘 아케이드 클래식판
1996년에는 『아이렘 아케이드 클래식』에 아케이드판이 수록되어 아이맥스에서 플레이스테이션, 세가 새턴판으로 발매하였다.

## 어레인지 작품

### 성권 아쵸
1985년에 아스키가 발매한 MSX의 이식판. 타이틀이 변경된 이유는 일본에서 극장공개와 거의 동시에 포니 캐니온이 동명의 『스파르탄 X』(제품명은 잭키 찬의 스파르탄 X)라는 PC게임을 발매했기에 생긴 권리문제. 또한 닌텐도의 패미콤판은 포니 캐니온의 허가를 얻고 『스파르탄 X』라는 제목을 사용했다. 대한민국에서는 『성권소림사』라는 제목을 사용했다.

### 게임보이판
1990년 12월 11일에 아이렘은 리메이크작으로 게임보이판 스파르탄 X를 발매했는데 패미콤판 정도의 성적을 거두진 못하여 지명도는 낮았다. 주인공의 이름이 토마스인 것은 오리지널과 같지만 스토리는 "Mr.X에게서 실비아를 구한다."에서 "수수께끼의 부호 잡모건의 야망을 저지한다."로 변경되었다. 게다가 모든 스테이지가 오른쪽으로 진행하며 초반은 건물 밖에서 전투하는 것으로 변경.

## 속편

### 스파르탄 X 2
1991년 9월 27일에 발매된 패미콤용 소프트. 주인공은 조사관 「조니 토마스」로 적은 마약조직으로 되어있다.

### 비줄런테(자경단)
스파르탄 X의 게임 시스템을 따온 횡스크롤 액션게임, 1988년 3월에 아케이드용으로 발매되었다. 2007년 2월 6일부터는 Wii의 버추얼 콘솔로 PC엔진판이 서비스되었다.(600 Wii포인트)